# Hanna Okuniewicz
Hanna Marta Okuniewicz-Lewandowska (ur. 15 kwietnia 1947) – polska aktorka i piosenkarka.

## Życiorys
W 1971 ukończyła studia aktorskie w warszawskiej Państwowej Wyższej Szkole Teatralnej i otrzymała etat w Teatrze Rozmaitości. Podczas studiów występowała w kabaretach Hybrydy i Pod Egidą. Od 1972 do 1977 występowała w Teatrze Telewizji. Ponadto występowała jako piosenkarka oraz aktorka radiowa. Wielką popularność zdobyła rolą Marii (Maryli) Poszepszyńskiej w słuchowisku radiowym Rodzina Poszepszyńskich, emitowanym w Programie III Polskiego Radia. Po 1983 wycofała się z życia artystycznego.
Od 2004 zasiada w radzie Fundacji Aleksandra Kwaśniewskiego „Amicus Europae”.

## Filmografia
- Katastrofa, cykl Najważniejszy dzień życia (1974)
- Ile jest życia (1974)
- Rodzina Połanieckich (1978)
- Doktor Murek (1979)
- Marynia (1983)

## Teatr Telewizji
- Lato w Nohant (1972)
- Miłość i gniew (1973)
- Długi obiad świąteczny (1973)
- Dom kobiet (1974)
- Pierwsza lepsza (1974)
- Turoń (1977)